# Ригід

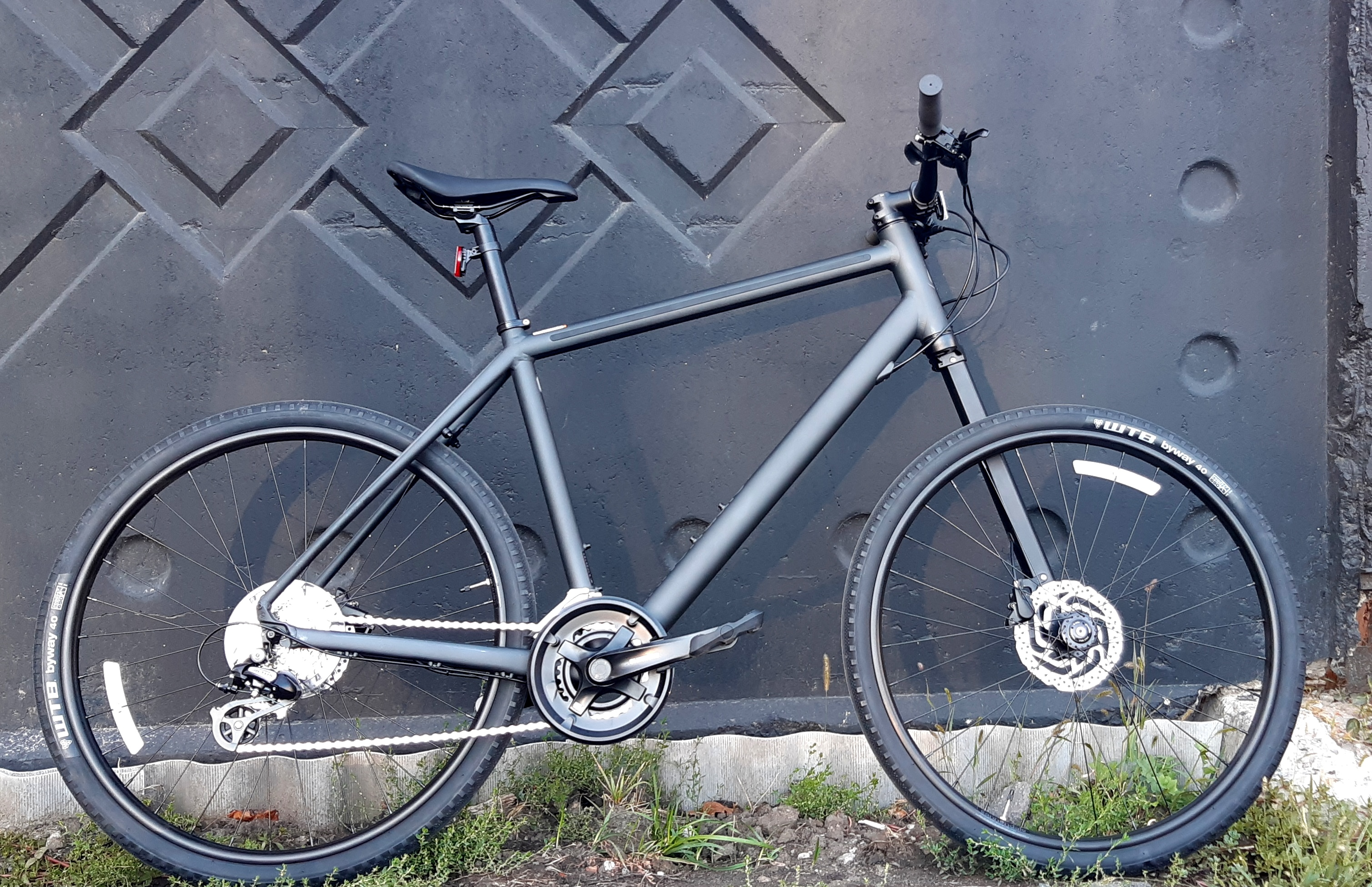
Cannondale Bad Boy — представник сучасного ригідного велосипеда

Ригід (від англ. rigid — твердий) — тип велосипеда, що не має ні переднього, ні заднього амортизатора. Це повністю жорстка без підвіски конструкція велосипеда. На такому велосипеді менш комфортна їзда, але відсутність підвіски дозволяє передавати максимальну кількість енергії. Такий тип велосипеда виграє у вазі і вартості, але програє в комфорті при їзді по нерівних дорогах. Також відсутність амортизаторів робить велосипед жорсткішим, що покращує його ходові якості на рівних дорожніх покриттях.

## Історія випуску
Пік випуску ригідів припав на середину 90-х років минулого століття. Саме екземпляри того часу стали зразками якості і надійності. Це приклад класичного велосипеда.

## Види ригідів
До ригідів відносяться велосипеди:
- шосейні;
- дорожні;
- Трековий велосипед;
- циклокросові;
- BMX велосипеди;
- Складані велосипеди;
- Велосипед із фіксованою передачею.

## Переваги ригіда
Ригід має переваги над хардтейлами у вазі і вартості, хоча пропонує менш комфортну їзду по нерівних дорогах. Вага. Сталева ригідна вилка важить 1,5 кг Карбонова важить 0,6-1,2 кг Алюмінієва для ригіда — приблизно 1 кг. Вага ж бюджетної амортизаційної вилки починається від 2,5 кг. Ця різниця відчувається, особлива при їзді по бездоріжжю. Через відсутність амортизаторів ригід жорсткіший велосипед, але ця якість покращує його ходові характеристики на дорожніх рівних покриттях. До того ж ригід — це універсальний велосипед як для пересіченої місцевості, так і для міста. Жорсткість передньої частини на ригіді регулюється зміною тиску. Для їзди по бездоріжжю накачують колеса менше, ніж дві атмосфери, а для їзди по місту — близько чотирьох. Значно вищий коефіцієнт корисної дії, адже не втрачається енергія велосипедиста, а вся напряму іде від педалей до коліс.
Багато ригідів мають спеціально пристосовані рами для жіночої їзди, які ще більше підвищують комфорт під час руху.
Справа в моді і наслідуванні — велосипедисти-початківці вибирають велосипед з амортизаційною вилкою. А виробники, підлаштовуючись під покупця, який просто перестав купувати ригіди, перестають випускати їх. Останнім часом жорсткі вилки стали встановлювати і на гірські велосипеди хардтейли. Це набагато спрощує, робить надійнішою і здешевлює конструкцію велосипеда, а також зрушує його ходові характеристики у бік використання на рівних.

## Недоліки ригіда
Найбільш серйозний недолік — ця відсутність належної амортизації, яка допомагає зберегти руки байкера від втоми. Багато велосипедистів використовують пом'якшувальні ручки, які одягають на кермо. При їзді містом такий велосипед стане для вас знахідкою, адже зменшена вага і підвищений ККД допоможуть істотно полегшити зусилля під час подолання десятків кілометрів.

## Критерії для придбання
Перший критерій — це ціна. Покупцеві треба зрозуміти, на яку цінову категорію він розраховує, і тільки після цього розглядати інші варіанти.
Далі підбираємо ростовку. Це головний критерій вибору. Найпростіше це зробити, виходячи з таблиці, яка є в кожному онлайн-магазині або спеціалізованому класичному пункті продажів байків. При необхідності варто проконсультуватися у представника.
Жіночий ригід має специфічну геометрію рами, яка дозволяє зручніше починати рух. До того ж, ці велосипеди відрізняються від чоловічих байків своїми розмірами. Це теж слід передбачити під час вибору велосипеда.
Виходячи з власних уподобань вибирати колір, форму керма та інші додаткові аксесуари.